# Surowiti
Surowiti is een bestuurslaag in het regentschap Gresik van de provincie Oost-Java, Indonesië. Surowiti telt 1268 inwoners (volkstelling 2010).